# Neuvěřitelná cesta
Neuvěřitelná cesta (v anglickém originále Homeward Bound: The Incredible Journey) je americký film z dílny Walta Disneye z roku 1993. Jedná se o film pro děti o zvířatech s lidskými vlastnostmi. Popisuje dobrodružství skupinky domácích mazlíčků na cestě po americké přírodě.

## Děj
Film pojednává o mladém štěněti Chance, které se díky smutné minulosti dostalo do útulku. Pak se jej ujala rodina Laury a Boba s třemi dětmi, která si ho odvedla domů. Chance si oblíbil malého chlapce jménem Jamie, který se stal jeho pánem. Jamieho sestra Hope měla himálajskou kočku Sesi a bratr Peter měl zlatého retrívra Shadowa.
Později se Laura a Bob vzali a svou svatební cestu chtěli prožít v San Franciscu, kam nesměla zvířata. Proto je odvezli k tetě Kate na venkovskou farmu. Jenomže Chance, Shadowovi a Sesi bylo smutno po svých pánech. Rozhodli se proto přeskočit plot na farmě a hledat své pány za horami. V lese kočka Sesi spadla do vodopádu. Chance a Shadow si mysleli, že je mrtvá, a pokračovali v cestě sami. Nakonec se Sesi dostala živá na břeh řeky, kde ji našel lovec a odvedl si ji domů, kde se o ni staral. Shadow a Chance zatím bojovali o jídlo a honili přitom mnohá zvířata. Nakonec se dostali k chalupě, kde byla Sesi, a ta se k nim opět připojila. Spolu běželi dál hustým lesem, až je nakonec lidé chytili a odvedli do útulku. Ale zvířata vymyslela způsob, jak se dostat ven. Poté zachránila malou holčičku Holly, která se ztratila v lese. Na konec se už konečně všichni tři dostali do města, odkud si je odvedla jejich rodina.